# Где-то за морем
«Где-то за морем» (англ. «Beyond the Sea») — тринадцатый эпизод первого сезона сериала «Секретные материалы», главные герои которого — Фокс Малдер (Дэвид Духовны) и Дана Скалли (Джиллиан Андерсон), агенты ФБР, расследующие сложно поддающиеся научному объяснению преступления, называемые «Секретными материалами». В данном эпизоде Малдер и Скалли пытаются поймать серийного убийцу, но единственным, кто может вывести их на след, является самопровозглашённый медиум, которого вскоре должны казнить в газовой камере. Для Скалли дело осложняется недавней потерей горячо любимого отца. Эпизод является «монстром недели», не связанным с основной «мифологией» сериала.
Премьера состоялась 7 января 1994 на телеканале FOX. От критиков эпизод получил положительные отзывы. Впервые в сериале главные герои поменялись основными амплуа, и в роли «скептика» выступил Малдер, тогда как Скалли оказалась более открыта к возможности сверхъестественных явлений.

## Сюжет
Скалли принимает у себя дома своих родителей, Уильяма и Маргарет Скалли, через несколько дней после Рождества. Проводив их, Скалли засыпает на диване и просыпается посреди ночи, увидев сидящего напротив отца. Раздается звонок телефона, и Маргарет Скалли сообщает дочери, что её отец умер от сердечного приступа. Оглянувшись, Скалли видит лишь пустое кресло, где ещё секунду назад сидел её отец.
Переодетый в полицейского мужчина похищает молодую пару. Несколькими днями позже Скалли и Малдер обсуждают дело о похищении в кабинете Малдера в штаб-квартире ФБР. Малдер говорит, что преступление, скорее всего, дело рук рецидивиста и есть повод считать, что похищенные будут убиты в течение нескольких дней. Он также рассказывает Скалли, что Лютер Ли Боггс, серийный убийца, которого он помог задержать несколько лет назад, утверждает, будто у него было видение о похищении, и предлагает помощь полиции в обмен на замену приговора о смертной казни. Малдер необыкновенно скептичен к утверждениям Боггса.
Агенты посещают Боггса в тюрьме, где у того случается видение о похищенной паре, основанное на частичке «улики», которая на самом деле является всего лишь куском футболки Малдера. Удовлетворившись тем, что Боггс врёт, пара готовится удалиться. Скалли оборачивается и видит ещё одно явление её отца, говорящего с ней и напевающего песню, которая играла на похоронах — «Где-то за морем». Она не рассказывает Малдеру об этом. Агенты обсуждают возможность того, что Боггс организовал похищение вместе с пособником, чтобы избежать казни. Они изготавливают фальшивую газету, в которой сообщается, что пара найдена, в надежде на то, что Боггс свяжется со своим сообщником. Боггс не ведётся на уловку, но даёт агентам завуалированные подсказки к решению дела. Скалли, опираясь на эти ключи, первой обнаруживает склад, где содержали пару, а позже приводит Малдера и несколько других агентов к сараю для лодок, где похититель удерживает заложников. Девушку спасли, но похититель стреляет в Малдера и скрывается со вторым похищенным.
Боггс снова разговаривает со Скалли, утверждая, что может выйти на контакт с её отцом. Он предлагает передать ей последнее сообщение от отца, если Скалли будет присутствовать на его казни. Он также выдаёт информацию о новом местоположении похитителя, предупреждая её избегать «черта». Скалли приводит нескольких агентов к указанному Боггсом пивному заводу, где они спасают похищенного парня. Похититель спасается бегством, а Скалли бросается за ним вдогонку, но останавливается рядом с подставкой для бочек, увидев логотип пивоварни — хитрого дьявола. Прогнившие доски помоста ломаются и похититель разбивается насмерть.
Боггса ведут на казнь, он видит, что Скалли не пришла. Она в это время навещает Малдера в больнице, где тот восстанавливается после огнестрельного ранения. Скалли пришла сказать Малдеру, что верит ему — все было организовано Боггсом. Малдер спрашивает её, почему она отказалась от шанса снова услышать отца с помощью медиума, а Скалли отвечает, что ей нет необходимости слушать что-либо, ведь она уже знает, что бы сказал её отец.

## Производство

### Сценарий
Эпизод был написан исполнительными продюсерами и давним творческим тандемом, Гленом Морганом и Джеймсом Вонгом, став четвёртым сценарием к сериалу, который они придумали. Сценаристы объясняли выбор сюжета критикой по поводу ограниченной раскрытости персонажа Даны Скалли. Также, чтобы опровергнуть мнения, что Скалли никогда не поверит в сверхъестественное, амплуа героев поменялись местами, и в привычной для Скалли роли «скептика» на этот раз выступил Малдер. Уговорить начальство телекомпании развить события в таком ключе удалось лишь с третьей попытки.
В сценарии присутствует множество отсылок к культуре и другим событиям. Название эпизода «Где-то за морем» является отсылкой к песне «За морем» (1959) Бобби Дарина, которая играет на похоронах отца Скалли. В свою очередь, прозвище капитана Скалли и его дочери, Ахав и Старбек, взяты из морской новеллы Германа Мелвилла «Моби Дик» (1851). В дальнейшем отсылки к этому роману появятся в сериях «Один вздох» (2 сезон) и «Трясина» (3 сезон). А вот имена Лютер Ли Боггс и Лукас Джексон Генри являются производными от имени реального серийного убийцы Генри Ли Лукаса. Наконец, в одной из сцен этого эпизода в кабинете Малдера можно заметить кепку Макса Фенига, которая является отсылкой к серии «Падший ангел». Сам же персонаж Лютер Ли Боггс в дальнейшем был упомянут Дакотой Уитни (персонаж Аманды Пит в фильме «Секретные материалы: Хочу верить» (2008).

### Актёры
Морган и Вонг настаивали на том, чтобы роль Лютера Ли Боггса сыграл опытный актёр Брэд Дуриф, даже несмотря на опасения по поводу стоимости контракта с ним. Создатель «Секретных материалов» Крис Картер звонил президенту кинокомпании Twentieth Century Fox Питеру Роту во время ужина в честь дня благодарения, чтобы убедить того позволить нанять Дурифа на роль серийного убийцы. Дурифа просили сыграть в эпизоде, дав ему всего 4 дня на подготовку. Тогда он отказался от роли, а продюсерам пришлось пойти на уступку и дать ему дополнительную неделю для репетиций.
Дон Дэвис, исполнитель роли капитана Уильяма Скалли, стал вторым актёром в «Секретных материалах» (за исключением Духовны), которые ранее играли в сериале «Твин Пикс». Дэвиса опередила лишь Клэр Стэнсфилд, исполнительница роли существа из эпизода «Дьявол из Джерси». В дальнейшем в «Секретных материалах» снялись ещё несколько актёров из «Твин Пикс»: Майкл Хорс (шериф Тскани, «Сущности»), Майкл Андерсон (владелец отеля, "Розыгрыш"), Кеннет Уэлш (Саймон Гейтс, в «Откровения»), и Ричард Беймер («Кровожадный»). В отличие от своих коллег по «Твин Пикс», Дон Дэвис появился в сериале повторно, несмотря на немедленную смерть своего персонажа: в эпизоде «Один вздох» образ отца является находящейся на краю смерти Скалли. Шейла Ларкен, являющаяся в реальной жизни женой продюсера сериала Роберта Гудвина, в образе Маргарет Скалли появилась в 15 эпизодах, и окончательно была выведена из сюжета уже во время перезапуска сериала в 2017 году.

## Эфир и отзывы
Премьера эпизода состоялась на канале Fox network on 7 января 1994 года. Рейтинг Нильсена составил 6,6 балла с долей в 11,0, означающий, что примерно 6,6 процента из всех оборудованных телевизором домозяйств в США и 11 процентов от всех домохозяйств, смотревших телевизор в тот вечер, были настроены на премьеру эпизода. Количество домохозяйств, смотревших премьеру, оценивается в 6,2 миллиона (примерно, 10,8 миллиона зрителей).
От критиков эпизод получил преимущественно положительные отзывы. Писатель Фил Фарранд поставил «Где-то за морем» на шестое место в списке лучших за первые четыре сезона. Конни Оугл, журналистка «PopMatters» поставила серию на первое место в своём личном списке индивидуальных эпизодов, назвав Боггса одним из «величайших» «монстров недели». Сайт IGN дал эпизоду второе место в схожем списке, положительно оценив, как меняется привычная динамика между Малдером и Скалли.
В ретроспективном обзоре первого сезона журнал «Entertainment Weekly» присвоил серии оценку «А+» (4,5 балла из 4-х), отметив гуманизацию Скалли и кастинг Дурифа. Схожие элементы серии вызвали одобрение газеты «Vancouver Sun», назвавшей серию одним из лучших отдельных эпизодов шоу, в том числе благодаря «удивительно леденящей кровь» игре Дурифа. Также издание отметило, что этот эпизод стал первым, сконцентрированным вокруг персонажа Джиллиан Андерсон, и показал уязвимость Скалли. Последнее, наоборот, вызвало сомнения у Зака Хэндлена, колумниста «The A.V. Club», который оценил эпизод на «B+» (3,5 балла из 4-х). Несмотря на положительное мнение относительно игры Андерсон и фокусировку серии на Скалли, Хэндлен посчитал, что то, как Скалли справилась со своим личным кризисом, представило её «слишком слабой».
Крис Картер и Джиллиан Андерсон назвали этот эпизод самым любимым в первом сезоне. Глен Морган очень гордился сценарием, тогда как режиссёр Дэвид Наттер называл своим наибольшим достижением в режиссуре. Кроме того, Наттер отмечал, что эпизод открыл Скалли для зрителей с другой стороны и сделал персонажа более объемным с точки зрения характера.